# Malîș i Karlson
Malîș i Karlson (în rusă Малыш и Карлсон, în traducere „Băiețelul și Karlson”) este un film de animație sovietic din 1968, după trigolia omonimă a scriitorului Astrid Lindgren. A fost produs de Soiuzmultfilm.
O continuare a filmului a fost lansată în 1970 – Karlson vernulsea («Карлсон вернулся» – „Carlson s-a întors”).

## Rezumat
Un băiat de șapte ani se plictisește acasă de unul singur. Dintr-o dată, un bărbat cu o elice pe spate pătrunde în odaia lui prin geam. El se prezintă drept „Karlson de pe acoperiș”. Cei doi leagă o prietenie.

## Personaje principale
- Băiețelul
- Karlson
- Tatăl băiețelului
- Mama băiețelului

## Recunoaștere
- 1970 – Premiul 2 la secțiunea de filme de animație la ediția a IV-a a Festivalului de Film Unional din Minsk[3]